# Валдепењас (Сијудад Реал)
Валдепењас (Сијудад Реал) (шп. Valdepeñas) град је у Шпанији у аутономној заједници Галисија у покрајини Сијудад Реал. Према процени из 2017. у граду је живело 30 277 становника.

## Становништво
Према процени, у граду је 2017. живело 30 277 становника.
| 1970.  | 1981.  | 1991.  | 2001.  | 2011.  | 2017.  |
| ------ | ------ | ------ | ------ | ------ | ------ |
| 24.946 | 24.946 | 25.067 | 26.494 | 31.600 | 30.277 |

## Партнерски градови
- Коњак